# Maurikiosz Sztratégikon
A Sztratégikon, Strategikon vagy Strategicon (görögül: Στρατηγικόν) a késő ókorban (6. század) írt hadi kézikönyv, amelyet általában Maurikiosz bizánci császárnak tulajdonítanak. Gyakorlati tanácsokat, valamint a katonai bűncselekmények és az alkalmazandó büntetések listáját is tartalmazza. A bevezetőben szerzője jelzi, hogy "szerény és elemi kézikönyv", amelyet azok számára írtak, akiket tábornoki tisztségre szánnak.

## Áttekintés
A mű egy gyakorlati kézikönyv, szerzője szerint "meglehetősen szerény elemi kézikönyv [...] azok számára, akik a hadvezéri hivatásnak szentelik magukat", amely a bizánci hadművészet általános útmutatójaként vagy kézikönyveként volt hivatott szolgálni. George Dennis 1984-es fordításának bevezetőjében megjegyezte, hogy "a Strategikon nagyon egyszerű és általában nem bonyolult görög nyelven íródott".
A Strategikon valószínűleg a Maurikiosz császár által bevezetett katonai reformok kodifikálására törekedett. A Strategikon valódi szerzőjét a mai napig vitatják a történészek. Lehet, hogy Maurikiosz csak megrendelte, és talán a bátyja, Peter vagy – ami valószínűbb – egy másik hadvezér volt a valódi szerző. A keltezés is vitatott. Ha a 6. században íródott, akkor a Strategikon a balkáni és perzsa hadjáratok tapasztalatainak elemzésére és továbbgondolására készülhetett, vagy a hadjáratokat a kézikönyv alapján hajtották végre. 19. század végétől kezdve azonban számos történész a filológiai és technológiai ellentmondások miatt a későbbi, a 8. vagy 9. században való megjelenés mellett érvelt. Mindenesetre a művet a középkori bizánci korszak egyik legjelentősebb katonai szövegének tekintik, többek között a VI. Leó (Tactica) és Niképhorosz Phókasz (De velitatione bellica és a Praecepta Militaria) bizánci császárnak tulajdonított értekezésekkel együtt. Különösen Leó Tacticáját inspirálta nagymértékben a Strategikon.
A szöveg 12 fejezetből vagy "könyvből" áll, amelyek a bizánci hadsereg által a Kr. e. 6. és 7. században alkalmazott stratégia és taktika különböző aspektusairól szólnak. A szöveg tartalma elsősorban a lovasság taktikájára és felállítására összpontosít, több fejezet a gyalogsággal, az ostromhadviseléssel, a logisztikával, az oktatással és kiképzéssel, valamint a mozgással kapcsolatos kérdéseket tárgyalja. A szerző ismerte az antik hellenisztikus katonai traktátusokat, különösen Onaszandroszt és Aelianus Tacticust, amelyeket inkább koncepcionális modellként, mintsem tartalmi forrásként használt fel. Minden könyv egy-egy általános témára összpontosít. Az alfejezetek több szintje részletesebben taglalja a témát, és térképeket is tartalmaz. Ezek a térképek főként vázlatok és rajzok, amelyek a csapatállások alapvető szimbólumait mutatják be, és kiemelik a korszak bizánci hadseregének szabványos alakzat- és manőverterveit. A hetedik és a nyolcadik könyv a parancsnokok gyakorlati tanácsaival foglalkozik, utasítások és katonai maximák formájában. A tizenegyedik könyv a néprajzkutatók számára érdekes, mivel a Bizánci Birodalom különböző ellenségeit, például a frankokat, a longobárdokat, az avarokat, a törököket és a szlávokat mutatja be. A Strategikon a katonai igazságszolgáltatást és a bizánci jogi irodalmat is képviseli és utal rá, mivel tartalmazza a katonai vétségek és a hozzájuk tartozó büntetések listáját.

## Tartalomjegyzék
- I. könyv - Bevezetés
- II. könyv - A lovassági harci alakzat
- III. könyv - A Tagma alakzatai
- IV. könyv - Csapdák
- V. könyv - A poggyász szekereken
- VI. könyv - Különböző taktikák és gyakorlatok
- VII. könyv - Stratégia, a hadvezér által figyelembe veendő szempontok
- VIII. könyv - Általános utasítások és maximák
- IX. könyv - Meglepetéses támadások
- X. könyv - Ostromok
- XI. könyv - A különböző népek jellemzői és taktikája
- XII. könyv - Vegyes alakzatok, gyalogság, táborok és vadászat[1]

## Összefoglaló

#### I. könyv - Bevezetés
Ez a könyv nagyon sok részletet tartalmaz a bizánci hadsereg eredetéről, valamint konkrét információkat a válogatásokról, a szervezetről, a bűncselekményekről és a büntetésekről. Nagyon részletesen foglalkoznak az alább felsorolt témákkal, hogy ne legyenek félreértések a bizánci hadsereg általános témáival kapcsolatban. A könyv által tárgyalt témák a következők: a katonák kiképzése és kiképzése egyénenként, a lovasok fegyverzete és a felszerelendő alapfelszerelés, a tisztek és katonák különböző címei, a hadsereg szervezése és a tisztek beosztása, a tagma parancsnokok alárendelt tisztjeinek és harcvezetőinek kiválasztása és a tagma osztagokba szervezése, a csapatoknak adandó katonai bűnökre vonatkozó előírások, a tagma parancsnokoknak adandó katonai bűnökre vonatkozó előírások, a katonai büntetések, valamint a hadsereg saját országán való menetelés rendje, ha nincs ellenséges tevékenység.

#### II. könyv - A lovasság harci alakzata és III. könyv - A Tagma alakzatai
Ezek a könyvek a lovasság és a Tagma alakulatokat tárgyalják. Tartalmaznak térképeket, amelyek kisebb léptékben mutatják, hogyan jelentek meg ezek az alakzatok, hogy az emberek könnyebben szemlélhessék az alakzatokat. Ezeken a térképeken sok alakzat és karakter van, amit egyesek nem fognak megérteni, de tanulmányozással értelmet nyerhetnek, mert amit a karakterek a térképen megjelenítenek. Ezek a könyvek a toborzástól kezdve a csapatok létrehozásán át a stratégiáig terjedő témákat tárgyalják, az egy hosszú vonal helyett a tömb alakzatokat használó emberalakzatok stratégiájáig. Kitérnek a lovasság fontosságára és a lovasság jelentőségére is a sajátos katonai stílusukban.
Idézet a mű ezen könyvéből:

"Az egész hadsereget egyszerűen egy vonalban, az ellenséggel szemben egy általános lovassági ütközetben felállítani, és semmit sem tartani tartalékban a különböző eshetőségekre, ha fordított irányba indulnánk, a tapasztalatlan és teljesen meggondolatlan ember jele. A csatákat ugyanis nem a hadtestek száma, a megkérdőjelezhetetlen bátorság vagy az egyszerű támadás dönti el, ahogyan azt egyes laikusok gondolhatják, hanem Isten alatt a stratégia és az ügyesség. A stratégia felhasználja az időt és a helyet, a meglepetéseket és a különböző trükköket, hogy az ellenségnek túljárjon az eszén, hogy a célokat tényleges harc nélkül is elérje. A stratégia elengedhetetlen a túléléshez, és az intelligens és bátor hadvezér igazi jellemzője. Az ügyesség lehetővé teszi a hadsereg számára, hogy a harci alakzatok és támadások variálása közben megőrizze a fegyelmet és a koordinációt, valamint saját biztonságát, és ne csak meghiúsítsa az ellenség fortélyait, hanem ellene fordítsa azokat." 

#### IV. könyv - Támadások
Ez a könyv azt tárgyalja, hogy a lovasság és a tagma egyes alakulatai mit tennének egy rajtaütés esetén. Kitér a rajtaütés megakadályozására szolgáló alakzatokra is. Megad bizonyos távolságokat a szakaszok között, hogy a rajtaütés ne érhessen el egy osztagot egy távolabbi szakasz beavatkozása nélkül. Ezt a módszert arra is használták, hogy megakadályozzák bármely katona visszavonulását, mert mindig lesz valaki, aki figyeli őket.

#### V. könyv - A poggyász szekereken
A poggyász szekerekre a legnagyobb körültekintéssel kell tekinteni, mivel azok tartalmazzák az előretolt műveleti bázis működéséhez szükséges összetevőket, beleértve a személyzetet és a gyermekeket is. A poggyász szekereket távol kell tartani a harci területektől, hogy elfogásuk esetén ne csüggedjen a katonák morálja. A tartaléklovakat a harc kezdetén a poggyász szekérrel együtt kell tartani, hasznosságukra a frontvonalon nincs szükség, és csak növelik a zűrzavart a csatában. A poggyász szekér táborhelyét olyan védhető területen kell felállítani, ahol víz és fű könnyen elérhető, a fő ütközet helyszínétől körülbelül 30-50 mérföld távolságra, és két bandériummal kell ellátni; a táborhelynek élelemmel kell rendelkeznie, és négy napra elegendő szükségletet kell biztosítani. A védelmi erőnek ismert és alkalmas embereket kell kiválasztania, hogy kommunikációs láncot képezzenek a poggyász szekéri tábortól a frontvonalig. A harctér és a poggyász szekér között egy köztes tábort kell felállítani, amely közelebb van az arcvonalhoz; a tábort meg kell erősíteni, és minden bandonnak egy napra elegendő élelemmel kell ellátni a táborban. Menet közben a poggyász szekeret a katonák menetvonalától elkülönítve kell tartani; ellenség jelenlétében a poggyász szekér a karaván közepén legyen, hogy elkerüljék az ellenség zaklatását.

#### VI. könyv - Különböző taktikák és gyakorlatok, VII. könyv - Stratégia. A pontok, amelyeket a tábornoknak figyelembe kell vennie, és VIII. könyv - Általános utasítások és maximák.
A VI. könyv azokat a taktikákat és gyakorlatokat tartalmazza, amelyekkel a hadsereg akkoriban rendelkezett az egyes katonák megfelelő kiképzéséhez. Ez megadta nekik mindazt a tudást, amelyre a fegyverekkel, taktikákkal, akciókkal és stratégiákkal kapcsolatban szükségük volt a csatában. A VII. könyv a különböző stratégiai pontokra összpontosít, amelyeket a tábornokoknak figyelembe kell venniük, mielőtt csatába, nem feltétlenül háborúba bocsátkoznak. A VIII. könyv ezután azoknak az utasításoknak a részleteivel foglalkozik, amelyeket a tábornokok Maurice császártól és közigazgatási embereitől kaptak volna.

#### IX. könyv - Meglepetéses támadások és X. könyv - Ostromok
Ezek a könyvek a bizánci hadsereg által ekkoriban alkalmazott meglepetésszerű támadásokkal és ostromstratégiákkal foglalkoznak. Különböző stratégiákat tárgyalnak, amelyeket a hadsereg az ellenség elleni meglepetésszerű támadásra, vagy az ellenséges földek csata nélküli elfoglalására használt.

#### XI. könyv - Különböző népek jellemzői és taktikája és XII. könyv - Vegyes alakzatok, gyalogság, táborok és vadászat
A XI. és XII. könyv a nem lovassági és tagma csoportok vegyes felhasználását és különböző formációit tárgyalja. Elmagyarázzák, hogy mit kellett tennie a hadsereg többi részének, amíg a tagmák és a lovasság alakzatban és használatban volt.
A XI. könyv külön fejezetében a szerző mindent bemutat, ami katonai szempontból hasznos, szükséges és fontos az egyes ellenségek életéről.

A perzsákat deviáns, de engedelmes és "a munkában és a haza nevében való harcban kitartó" embereknek írja le.
Idézet a mű ezen könyvéből:
"A perzsákkal való bánásmód"
"A perzsa nép gonosz, álnok és szolgalelkű, ugyanakkor hazafias és engedelmes. A perzsák félelemből engedelmeskednek uralkodóiknak, és ennek eredménye, hogy rendületlenül kitartanak a kemény munka és a háborúskodás mellett a hazájukért. Többnyire inkább. tervszerűséggel és hadvezéri képességgel érik el eredményeiket; inkább a rendezett, mint a bátor és impulzív megközelítést hangsúlyozzák. Mivel forró éghajlaton nevelkedtek, könnyen viselik a hőség, a szomjúság és az élelemhiány viszontagságait. Félelmetesek, amikor ostromot tartanak, de még félelmetesebbek, amikor ostromolják őket. Rendkívül ügyesek abban, hogy elrejtsék sérüléseiket, és bátran megbirkóznak a kedvezőtlen körülményekkel, sőt a saját előnyükre fordítják azokat."
A szkíták, törököket, avarok és hasonló nomád népek; inas, babonás, vakmerő, a bőségvágy iránt elkötelezett. Jól értenek a lovagláshoz és az íjászathoz. Emellett sok lovat birtokolnak. Nagyon sokáig képesek lóháton maradni, de gyaloglás közben nem ügyesek, és nem is nagyon szívósak.
Idézet a mű ezen könyvéből:
"A szkítákkal, vagyis az avarokkal, törökökkel és másokkal való bánásmód, akiknek életmódja hasonlít a hun népekéhez."
"A szkíta népek életmódjukban és szervezetükben, amely kezdetleges és sok népet magába foglal, úgyszólván egyek. E népek közül csak a törökök és az avarok foglalkoznak katonai szervezéssel, és ez teszi őket erősebbé a többi szkíta népnél, ha harcra kerül a sor. A törökök népe igen nagyszámú és független'. Nem sokoldalúak, és a legtöbb emberi vállalkozásban nem is jártasak, és nem is képezték magukat másra, mint arra, hogy bátran viselkedjenek ellenségeikkel szemben. Az avarok a maguk részéről csirkefogók, fondorlatosak és igen tapasztaltak a hadügyekben."
A frankok, longobárdok és hasonszőrűeik nagyon nagyra értékelik a szabadságukat. A harcban rettenthetetlenek és bátrak. Támadásban féktelenek és engedetlenek vezetőiknek. Kapzsik és megvesztegethetők. A hőséget éppúgy nem bírják, mint a hideget, könnyen lesből támadnak, táboraik nagyon szervezetlenek.
A szlávok, Antok és hasonszőrűek azonos szokásokkal rendelkeznek, és nem hagyják magukat rabszolgasorba taszítani. A szlávok jobban bánnak a rabszolgákkal, mint más népek; bizonyos idő elteltével a rabszolgát elengedik, és hazamehet, vagy maradhat, és a szláv közösség egyenrangú tagjaként élhet. Könnyen elviselik a szélsőséges időjárási körülményeket és az élelmiszerhiányt; jól tudnak átkelni a vízen, valamint a víz alá bújni (homorú botok segítségével). Barátságosak az idegenekkel, vendégszeretetük közismert - a vendég megbosszulását kötelességüknek tekintik. Könnyen megvesztegethetők, viszolyognak, és ki nem állhatják egymást. A szlávok ügyesen bánnak a fegyverekkel és fürgék a szűk és erdős területeken, de szervezetlenek a nyíltabb csatákban. A szerző dicséri a szláv nőket, akik férjük halála után becsületesek".

## A Román történelemtudományban
A Román történelemtudomány szempontjából, különösen fontos a mű, mivel a román történészek egy része a Dák-Román kontinuitás elméletének egy megerősítését vélik felfedezni a XI. fejezetben. Elösször Panaitescu fasiszta román történész emelte ki az alábbi szövegrészletet, a Sztratégikonból:
"Mivel sok király van közöttük, [ a szlávok között ] akik mindig ellenségeskednek egymással, nem nehéz meggyőzéssel vagy ajándékokkal megnyerni közülük néhányat, különösen a határhoz közelebb eső területeken élőket, és aztán megtámadni a többieket, hogy közös ellenségeskedésük ne egyesítse őket, vagy ne hozza őket egy uralkodó alá. Az úgynevezett menekültekre, akiknek az utak kijelölésére és bizonyos információk biztosítására van megbízásuk, nagyon oda kell figyelni. Még néhány római is engedett az időnek, megfeledkezik saját népéről, és inkább az ellenség jóindulatát akarja megnyerni. Azokat, akik hűségesek maradnak, újra meg kell gyámolítani, a gonosztevőket pedig meg kell büntetni. A túlsó vidéken talált élelmiszert nem szabad egyszerűen elpazarolni, hanem teherhordó állatokkal és csónakokkal a saját országunkba kell szállítani. Az ottani folyók a Dunába ömlenek, ami megkönnyíti a hajóval való szállítást."
A szöveg, itt a Dunától északra élő szláv népekkel folytatott háborús stratégiát dolgozza fel, így Panaitescu  számára a szövegben szereplő rómaiak nem lehettek mások csak is a "Dákorománok". Panaitescu  hosszasan elemzi is a szöveget, és rávilágít arra, hogy igaz ugyan, hogy a görög Bizánciak magukat hívták rómainak, és nem pedig a latinokat, de ők a "romaioi" megnevezést használták magukra, míg a szöveg "romanoi"-t ír, ami új népet kell, hogy jelöljön. Panaitescu hosszasan kifejti, hogy valóban a bizánciakra utalna a szöveg ha a "romaioi" megnevezés lenne használva, de így csak is a románságra utalhat.
Panaitescunak azonban a Dunától északra élő latin népességre felhozott példája hamis.  Ezeket a népeket Panaitescu "romanoi"-nak olvasta, és külön hangsúlyozta, hogy míg a bizánciak a rómaiakat "romaioi"-nak nevezték, a "romanoi" kifejezéssel már új népet jelöltek. Valójában a szövegben Ρωμαίοὶ (= "romaioi") áll, az az a bizánciak önmegnevezése, és görög ajkú népességet takar. Nem tudni, hogy a fasiszta történész tudatosan akarta hamisítani a szöveget, vagy csak egy rossz fordítás jutott el hozzá, mindenesetre saját maga hosszas értekezése a kettő szó közötti különbségről a legerősebb érv arra, hogy a szöveg nem a románokra utal, hanem a görög nyelvű bizánciakra. Feltehetőleg a Duna mellett felhúzott erődrendszerből a Dunától északra szökött görög nyelvű bizánci helyőrség egyes dezertőreire, és nem pedig az akkor még a Balkán déli részén pásztorkodó románságra.
Panaitescu elmélete egy másik ponton is elvérzik, a Bizánci Birodalom magát tekintette a Római Birodalom jogos örökösének, és a Bizánci kútfők szigorúan ügyeltek arra, hogy ezt az írásaikban is szemléltessék, így egyetlen írás sincs amiben a Bizánci írnokok a Német-római Birodalomat, a Frank Birodalmat, vagy bármelyik másik nagyhatalmat, vagy népet a "Római" jelzővel illették volna, hiszen nekik ez presztízs kérdés volt, hogy a "rómaiak", csak is ők lehetnek.( A példának felhozott államok, Rómaiaknak tekintették, és hívták magukat.) Ennek ellenére feltételezni, hogy a Bizánciak egy szegény nomád pásztornépnek mégis megadták volna a "római" jelzőt, holott sem az olaszoknak sem másnak nem adták meg ezt soha, meggondolatlan, és téves. Ennek a szónak súlya volt, nem "dobálták" csak úgy, ezért is biztos, hogy a szövegben nem a Románok őseit, hanem görögöket kell, hogy értsünk a "római" jelző alatt. Ezt a késöbbi románokról szoló történelmi dokumentumok is tanúsítják, ahol a Bizánciak "Vlachnak" nevezik őket, és soha nem "Rómainak".

## Következtetések
A hadtörténészek a Strategikont tekintik a zászlóaljszintű kombinált fegyverzet (görögül: Tagma) legkorábbi kifinomult elméletének. A történészek azonban még mindig megkérdőjelezik és vitatják e források érvényességét, mivel az ókori görög és római szerzőktől, például Aeneas Tacticustól, Arrianustól vagy Polybiustól hagyományosan másoltak olyan bizánci értekezésekben, mint a Strategikon, a Tactica, a Sylloge Taktikon, a Praecepta Militaria és mások. A Strategikon a latin nyelvnek a bizánci hadviselés terminológiájára gyakorolt tartós hatásáról is tanúskodik, és azt mutatja, hogy egészen Kr. u. 600-ig a latin volt a császári hadsereg hivatalos parancsnoki nyelve.

## Link a teljes Angol fordításhoz
- A Maurikiosz Sztratégikon (Maurice Dennis, és George T. féle angol fordítás)[1]

## Magyar fordítás
- Maurikiosz: Sztratégikon: Hadvezérek kézikönyve. Budapest, Magyarország : Ludovika Egyetemi Kiadó (2023) , 272 p. ISBN 9789635318667.